# Aimé Leroux
Pour les articles homonymes, voir Leroux.
Aimé Leroux, né le 14 octobre 1825 à Notre-Dame-de-Liesse (Aisne) et mort le 19 mars 1904 à Laon (Aisne), est un homme politique français.

## Biographie
Docteur en droit à Paris et avocat à Laon. Opposant à l'Empire, il est battu par le candidat officiel en 1869. Par contre, il est élu représentant de l'Aisne en 1871 et siège au centre gauche, dont il devient l'un des vice-présidents. Il est réélu en 1876 et fait partie des 363 qui refusent la confiance au gouvernement de Broglie. Réélu en 1877, il ne se représente pas en 1881.
Il est élu sénateur de l'Aisne de 1889 à 1903, siégeant au groupe de la Gauche républicaine. Lors des votes sur les rapports entre l'Église et l'État et  la dévolution des biens des congrégations ainsi que lors du vote sur l'affichage du discours de Waldeck-Rousseau sur la loi sur les associations en juin 1901, Leroux s'abstient. Cependant, il vote pour l'ordre du jour favorable à Émile Combes en octobre 1902 mettant en cause l'application en Bretagne de la loi de 1901. Il quitte la vie politique en 1903.

## Sources
- « Aimé Leroux », dans Adolphe Robert et Gaston Cougny, Dictionnaire des parlementaires français, Edgar Bourloton, 1889-1891 [détail de l’édition]
- « Aimé Leroux », dans le Dictionnaire des parlementaires français (1889-1940), sous la direction de Jean Jolly, PUF, 1960 [détail de l’édition]